# 히데시오역
히데시오역(일본어: 日出塩駅)은 일본 나가노현 시오지리시에 있는 도카이 여객철도 주오 본선의 역이다.

## 역 구조 및 승강장
상대식 승강장 2면 2선을 가지는 지상역. 서로의 승강장은 과선교로 연락하고 있다.
목조의 역사가 남아져 있어, 맞이방의 부분만 이용되고 있다. 매표구였던 부분은 널빤지화되고 있다. 기소후쿠시마역 관리의 무인역이다.
| 1 | ■ 주오 본선 | 하행 | 시오지리 · 나가노 방면   |
| 2 | ■ 주오 본선 | 상행 | 나카쓰가와 · 나고야 방면 |

## 역 주변
- 모토야마주쿠
- 나라이 강
- 국도 제19호선

## 이용 현황
1일 평균 승차 인원은 이하의 것으로 한다.
- 1999년도 - 36명
- 2000년도 - 26명
- 2001년도 - 28명
- 2002년도 - 30명
- 2003년도 - 31명
- 2004년도 - 28명
- 2005년도 - 25명
- 2006년도 - 24명
- 2007년도 - 25명
- 2008년도 - 19명

## 역사
- 1913년 9월 10일 : 주오 본선의 세바 - 니에가와 간에 히데시오 신호장으로서 개설.
- 1926년 12월 21일 : 히데시오 신호장이 역우로 격상해, 히데시오역으로서 개업. 여객영업 만.
- 1941년 4월 1일 : 화물의 취급을 개시.
- 1960년 6월 1일 : 화물의 취급을 폐지.
- 1987년 4월 1일 : 일본국유철도 분할 민영화에 의해, 도카이 여객철도의 역이 된다.

## 인접 역
| 도카이 여객철도 주오 본선 | 도카이 여객철도 주오 본선 | 도카이 여객철도 주오 본선       |
| ------------------------- | ------------------------- | ------------------------------- |
| 세바 시오지리 역 방면     | ■ 주오 본선               | 니에카와 나카쓰가와·나고야 방면 |